# Трувело, Этьен Леопольд

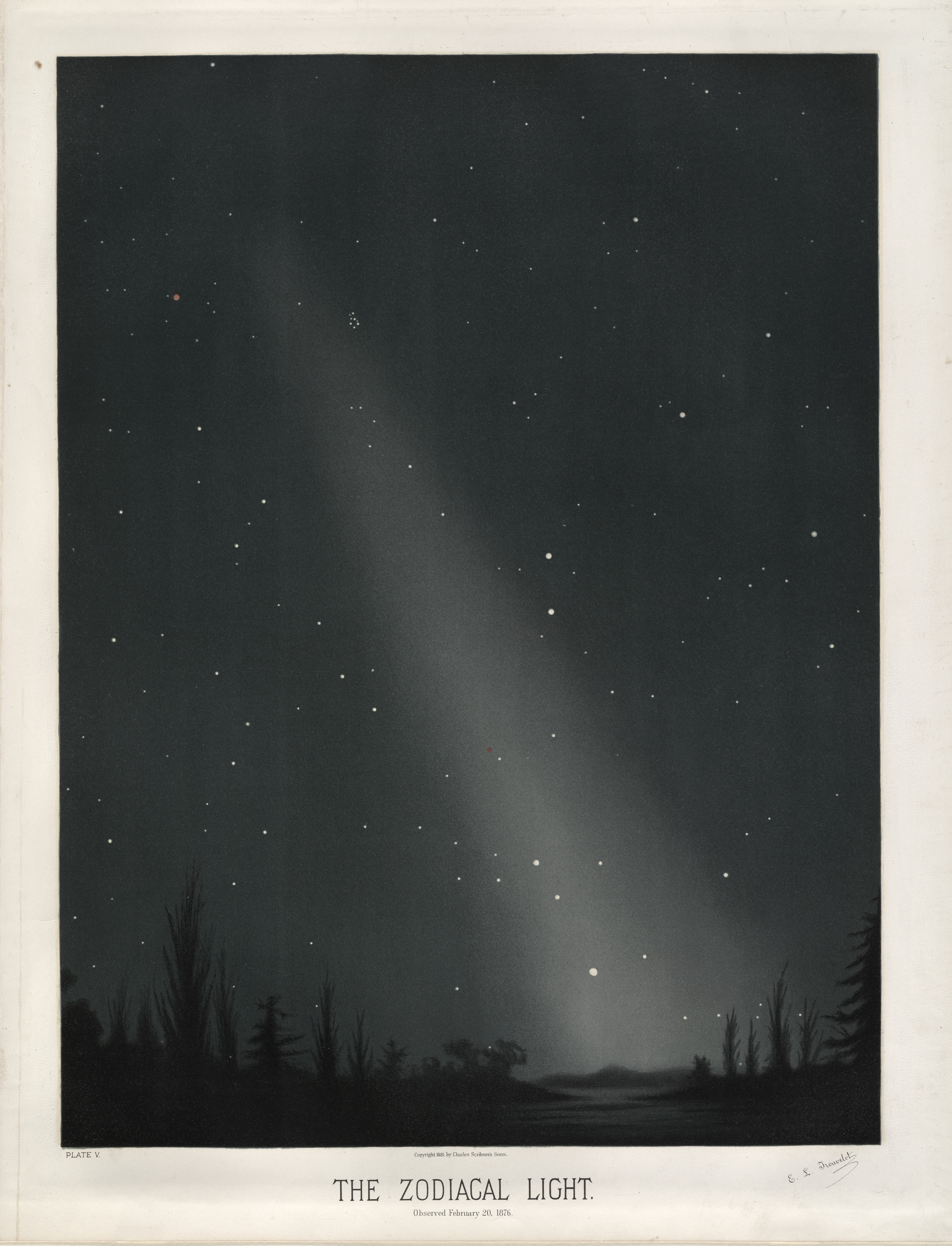
Литография Трувело, изображающая зодиакальный свет

Этьен Леопольд Трувело (фр. Étienne Léopold Trouvelot; 26 декабря 1827 — 22 апреля 1895) — французский астроном, художник и энтомолог-любитель. Наиболее часто упоминается в связи с неудачной попыткой ввезти непарного шелкопряда в Северную Америку.

## Краткая биография
Этьен Леопольд Трувело Родился в Франции. В ранние годы был вовлечён в политическую жизнь, имея республиканские убеждения.
В 1852 году из-за государственного переворота, совершенного Луи Наполеоном Бонапартом, вынужден вместе с семьёй уехать в Соединённые Штаты Америки, где поселился в пригороде Бостона Медфорде (штат Массачусетс). В этот период он зарабатывал на жизнь, работая художником.
Этьен Трувело увлекался энтомологией. В США от разнообразных болезней погибли все тутовые шелкопряды. Трувело решил провести эксперимент, скрещивая их с непарным шелкопрядом из Европы, который более устойчив к болезням. В конце 1860-х он ввёз яйца непарного шелкопряда в США.
Колония непарных шелкопрядов была размещена на деревьях во дворе учёного. Часть личинок непарного шелкопряда распространилась по близлежащим лесам. Несмотря на то, что Трувело, осознав масштабы проблемы, немедленно оповестил нескольких энтомологов, никаких мер принято не было. В настоящее время считается, что того количества сбежавших насекомых было бы недостаточно для формирования вспышки вредителя. 
Распространение личинок непарного шелкопряда стало серьёзной проблемой в 1880-х годах. Они были признаны вредителями в 1898 году, после того как распространились по территории США от штата Виргиния до Великих Озёр. Ареал личинок непарного шелкопряда в Северной Америке увеличивается и в наши дни. Убытки, причиняемые листоядными насекомыми (в том числе и личинками непарного шелкопряда) ежегодно составляют около 868 миллионов долларов США.
Вскоре после происшествия с шелкопрядами Трувело охладел к энтомологии и увлекся астрономией. В этой области он с успехом использовал свои художественные навыки, делая зарисовки своих наблюдений. В 1870 году он наблюдал несколько полярных сияний, что, несомненно, подогрело его интерес к астрономии.
В 1872 году Джозеф Винлок, директор Гарвардской обсерватории, оценив качество иллюстраций Трувело, пригласил его в штат обсерватории.
В 1875 году Трувело предложили использовать 26-дюймовый рефрактор Военно-Морской обсерватории США.
В 1875 году Трувело открыл «вуальные пятна» на Солнце.
В 1882 году Этьен Трувело возвратился во Францию и начал работать в Мёдонской обсерватории (филиал Парижской обсерватории).
В числе основных научных интересов Трувело можно назвать наблюдения Солнца (в том числе протуберанцев, пятен и др.) и планет Солнечной Системы.
В течение жизни Трувело создал около 7000 качественных астрономических иллюстраций. За время своей астрономической деятельности учёный опубликовал около 50 научных статей.

## Награды и отличия
Филипп Фаут назвал в честь Этьена Трувело лунный кратер. В 1935 году это название было утверждено Международным астрономическим союзом.

## Жизнь на Марсе
Трувело был первым, кто попытался научно обосновать существование жизни на Марсе. В 1884 году в одной из своих научных статей он писал:

Judging from the changes that I have seen to occur from year to year in these spots, one could believe that these changing grayish areas are due to Martian vegetation undergoing seasonal changes.— http://www.britannica.com/EBchecked/topic/1483416/Etienne-L-Trouvelot

Судя по изменениям пятен, которые я наблюдаю из года в год, можно полагать, что изменения этих серых пятен обусловленны сезонными изменениями растительности.— http://www.britannica.com/EBchecked/topic/1483416/Etienne-L-Trouvelot

## Публикации
- The Trouvelot astronomical drawings manual (1882)
- The veiled solar spots
- Trouvelot, E.-L.; Flammarion, Camille Eruptions Solaires Observees du 1 Juin au 30 Novembre 1892.
- The American Silk Worm
- список публикаций Трувело в SAO/NASA Astrophysics Data System (ADS)